# Linnasaari (ö i Kajanaland)
Linnasaari är en ö i Finland. Den ligger i sjön Rehja och Nuasjärvi och i kommunen Kajana i den ekonomiska regionen  Kajana ekonomiska region  och landskapet Kajanaland, i den centrala delen av landet, 500 km norr om huvudstaden Helsingfors. Öns area är 1,7 hektar och dess största längd är 200 meter i sydöst-nordvästlig riktning.